# Prinsessornas kokbok
Prinsessornas kokbok är ett klassiskt verk inom den svenska kokbokslitteraturen, författat av Jenny Åkerström-Söderström. Första upplagan utkom 1929.
Jenny Åkerström höll en hushållsskola för unga flickor i Stockholm under förra halvan av 1900-talet. Bland eleverna fanns prinsessorna Margaretha, Märtha och Astrid, döttrar till prins Carl och prinsessan Ingeborg. Åkerström tillägnade kokboken prinsessorna och boken utkom i många upplagor under 1930-, 40- och 50-talet.
I boken fanns en tårta som kallades för "Grön tårta" som prinsessorna sägs ha varit speciellt förtjusta i och denna kom sedan att kallas prinsesstårta. För att ge kokboken kunglig glans lät Jenny Åkerström läsarna veta vad prinsessorna tyckte om de olika rätterna i boken. 